# Paracycling-Straßenweltmeisterschaften 2023
Die Paracycling-Straßenweltmeisterschaften 2023 fanden vom 9. bis 13. August in den britischen Städten Dumfries und Glasgow statt. Sie waren Teil der Radsport-Weltmeisterschaften 2023 und fanden unmittelbar im Anschluss an die Paracycling-Bahnweltmeisterschaften 2023 statt. Gemeldet waren 455 Teilnehmer aus 59 Verbänden.

## Programm
Das Wettbewerbs-Programm war im Vergleich zum Vorjahr unverändert. Die Wettbewerbe wurden nach Paracycling-Leistungsklassen mit Tandems (Klasse B), Rennrädern (Klassen C1 bis C5), Handbikes (Klassen H1 bis H5) und Dreirädern (Klassen T1 und T2) ausgetragen. In allen Klassen gab es die Wettbewerbe Einzelzeitfahren und Straßenrennen für Frauen (W) und Männer (M). Zusätzlich gab es eine Handbike-Staffel als Mannschaftswettbewerb.

## Ablauf
Die Einzelzeitfahren begannen und endeten im Zentrum von Dumfries und verliefen westlich der Stadt. Dabei kamen drei unterschiedlich lange Rundkurse zum Einsatz:
- Klassen T1–T2 und H1–H2: 10,8 km
- Klassen H3–H5 und C1–C3: 17,0 km
- Klassen C4–C5 und B: 28,1 km

Die Straßenrennen verwendeten einen 15,6 km langen Rundkurs südöstlich von Dumfries, der je nach Leistungsklasse unterschiedlich oft durchlaufen wurde. Die Handbike-Staffel zum Abschluss fand in der Innenstadt von Glasgow statt.
- Mittwoch, 9. August: Einzelzeitfahren Klassen H und T
- Donnerstag, 10. August: Einzelzeitfahren Klassen B und C
- Freitag, 11. August: Straßenrennen Klassen H und T
- Sonnabend, 12. August: Straßenrennen Klassen B und C
- Sonntag, 13. August: Handbike-Staffel

## Aufgebote

### Bund Deutscher Radfahrer
Frauen
- Kerstin Brachtendorf, Julia Dierkesmann, Angelika Dreock-Käser, Andrea Eskau, Maike Hausberger, Vanessa Laws, Jana Majunke, Annika Zeyen

Männer
- Johannes Herter, Maximilian Jäger, Vico Merklein, Thomas Schäfer, Manuel Scheichl, Matthias Schindler, Benno Schmidt, Pierre Senska, Michael Teuber, Steffen Warias

### Swiss Cycling
Frauen
- Franziska Matile-Dörig, Flurina Rigling, Sandra Stöckli

Männer
- Christian Ackermann, Fabio Bernasconi, Roger Bolliger, Heinz Frei, Felix Frohofer, Benjamin Früh, Laurent Garnier, Tobias Lötscher, Fabian Recher, Yves Schmied, Celine van Till, Fabiano Wey, Timothy Zemp

### Cycling Austria
Frauen
- Yvonne Marzinke, Cornelia Wibmer

Männer
- Walter Ablinger, Ernst Bachmaier, Thomas Frühwirth, Alexander Gritsch, Dietmar Hintringer, Franz-Josef Lässer, Wolfgang Schattauer, Wolfgang Steinbichler

## Resultate

### Zeitfahren Klasse B
| #                     | Fahrerin/Pilotin                    | Land | Zeit (min) |
| --------------------- | ----------------------------------- | ---- | ---------- |
| Frauen – WB (28,1 km) |                                     |      |            |
|                       | Katie-George Dunlevy / Linda Kelly  | IRL  | 37:18,22   |
|                       | Sophie Unwin / Jenny Holl           | GBR  | + 1:01,51  |
|                       | Anne Sophie Centis / Élise Delzenne | FRA  | +1:54,12   |

| #                     | Fahrer/Pilot                        | Land | Zeit (min) |
| --------------------- | ----------------------------------- | ---- | ---------- |
| Männer – MB (28,1 km) |                                     |      |            |
|                       | Tristan Bangma / Patrick Bos        | NED  | 32:49.13   |
|                       | Vincent ter Schure / Timo Fransen   | NED  | + 0:06,21  |
|                       | Elie de Carvalho / Mickaël Guichard | FRA  | + 0:17,68  |

### Straßenrennen Klasse B
| #                     | Fahrerin/Pilotin                   | Land | Zeit (h) |
| --------------------- | ---------------------------------- | ---- | -------- |
| Frauen – WB (78,0 km) |                                    |      |          |
|                       | Katie-George Dunlevy / Linda Kelly | IRL  | 1:59:49  |
|                       | Otylia Marczuk / Ewa Bańkowska     | POL  | + 1:44   |
|                       | Sophie Unwin / Jenny Holl          | GBR  | + 4:16   |

| #                      | Fahrer/Pilot                        | Land | Zeit (h) |
| ---------------------- | ----------------------------------- | ---- | -------- |
| Männer – MB (109,2 km) |                                     |      |          |
|                        | Tristan Bangma / Patrick Bos        | NED  | 2:24:43  |
|                        | Vincent ter Schure / Timo Fransen   | NED  | + 0:02   |
|                        | Elie de Carvalho / Mickaël Guichard | FRA  | gl. Zeit |

### Zeitfahren Klasse C
| #                      | Fahrerin         | Land | Zeit (min) |
| ---------------------- | ---------------- | ---- | ---------- |
| Frauen – WC1 (17,0 km) |                  |      |            |
|                        | Frances Brown    | GBR  | 27:28,57   |
|                        | Qian Wangwei     | CHN  | + 2:23,77  |
|                        | Katie Toft       | GBR  | + 4:17,18  |
| Frauen – WC2 (17,0 km) |                  |      |            |
|                        | Maike Hausberger | GER  | 27:23,40   |
|                        | Flurina Rigling  | SUI  | + 0:15,18  |
|                        | Amelia Cass      | GBR  | + 1:00,64  |
| Frauen – WC3 (17,0 km) |                  |      |            |
|                        | Anna Beck        | SWE  | 26:22,09   |
|                        | Wang Xiaomei     | CHN  | + 0:29,41  |
|                        | Keiko Sugiura    | JPN  | + 0:37,14  |
| Frauen – WC4 (28,1 km) |                  |      |            |
|                        | Samantha Bosco   | USA  | 40:57,70   |
|                        | Emily Petricola  | AUS  | + 0:59,58  |
|                        | Keely Shaw       | CAN  | + 1:28,74  |
| Frauen – WC5 (28,1 km) |                  |      |            |
|                        | Sarah Storey     | GBR  | 39:48,89   |
|                        | Alana Forster    | AUS  | + 1:14,41  |
|                        | Heidi Gaugain    | FRA  | +1:21,77   |

| #                      | Fahrer               | Land | Zeit (min) |
| ---------------------- | -------------------- | ---- | ---------- |
| Männer – MC1 (17,0 km) |                      |      |            |
|                        | Ricardo Ten Argilés  | ESP  | 25:04,29   |
|                        | Michael Teuber       | GER  | + 0:06.04  |
|                        | Aaron Keith          | USA  | + 0:45,58  |
| Männer – MC2 (17,0 km) |                      |      |            |
|                        | Alexandre Léauté     | FRA  | 23:10,91   |
|                        | Darren Hicks         | AUS  | + 0:06,17  |
|                        | Ewoud Vromant        | BEL  | + 0:25,40  |
| Männer – MC3 (17,0 km) |                      |      |            |
|                        | Matthias Schindler   | GER  | 22:50,67   |
|                        | Finlay Graham        | GBR  | + 0:01,98  |
|                        | Michael Sametz       | CAN  | + 0:35,20  |
| Männer – MC4 (28,1 km) |                      |      |            |
|                        | Kévin Le Cunff       | FRA  | 35:52,85   |
|                        | Gatien Le Rousseau   | FRA  | + 0:48,93  |
|                        | Jozef Metelka        | SVK  | + 1:14,70  |
| Männer – MC5 (28,1 km) |                      |      |            |
|                        | Daniel Abraham Gebru | NED  | 35:01,01   |
|                        | Lauro Chaman         | BRA  | + 0:39,66  |
|                        | Dorian Foulon        | FRA  | + 1:17,15  |

### Straßenrennen Klasse C
| #                      | Fahrerin         | Land | Zeit (h) |
| ---------------------- | ---------------- | ---- | -------- |
| Frauen – WC1 (62,4 km) |                  |      |          |
|                        | Frances Brown    | GBR  | 2:00:22  |
|                        | Qian Wangwei     | CHN  | + 3:58   |
|                        | Yang Jiafan      | CHN  | + 8:53   |
| Frauen – WC2 (62,4 km) |                  |      |          |
|                        | Flurina Rigling  | SUI  | 2:00:03  |
|                        | Daniela Munevar  | COL  | + 0:02   |
|                        | Maike Hausberger | GER  | gl. Zeit |
| Frauen – WC3 (62,4 km) |                  |      |          |
|                        | Wang Xiaomei     | CHN  | 1:54:15  |
|                        | Keiko Sugiura    | JPN  | gl. Zeit |
|                        | Paige Greco      | AUS  | gl. Zeit |
| Frauen – WC4 (78,0 km) |                  |      |          |
|                        | Samantha Bosco   | USA  | 2:07:19  |
|                        | Emily Petricola  | AUS  | + 4:01   |
|                        | Meg Lemon        | AUS  | + 4:57   |
| Frauen – WC5 (78,0 km) |                  |      |          |
|                        | Sarah Storey     | GBR  | 2:07:16  |
|                        | Heidi Gaugain    | FRA  | + 0:04   |
|                        | Paula Ossa       | COL  | gl. Zeit |

| #                      | Fahrer                 | Land | Zeit (h) |
| ---------------------- | ---------------------- | ---- | -------- |
| Männer – MC1 (62,4 km) |                        |      |          |
|                        | Liang Weicong          | CHN  | 1:43:33  |
|                        | Ricardo Ten Argilés    | ESP  | gl. Zeit |
|                        | Michael Teuber         | GER  | + 2:54   |
| Männer – MC2 (62,4 km) |                        |      |          |
|                        | Alexandre Léauté       | FRA  | 1:34:38  |
|                        | Darren Hicks           | AUS  | + 0:02   |
|                        | Ewoud Vromant          | BEL  | + 0:45   |
| Männer – MC3 (62,4 km) |                        |      |          |
|                        | Finlay Graham          | GBR  | 1:32:59  |
|                        | Thomas Peyroton-Dartet | FRA  | + 0:02   |
|                        | Benjamin Watson        | GBR  | + 0:15   |
| Männer – MC4 (93,6 km) |                        |      |          |
|                        | Kévin Le Cunff         | FRA  | 2:15:26  |
|                        | Ronan Grimes           | IRL  | + 0:05   |
|                        | Archie Atkinson        | GBR  | + 1:55   |
| Männer – MC5 (93,6 km) |                        |      |          |
|                        | William Bjergfelt      | GBR  | 2:12:20  |
|                        | Jehor Dementjew        | UKR  | + 0:02   |
|                        | Andrea Tarlao          | ITA  | + 0:06   |

### Zeitfahren Klasse T
| #                      | Fahrerin              | Land | Zeit (min) |
| ---------------------- | --------------------- | ---- | ---------- |
| Frauen – WT1 (10,8 km) |                       |      |            |
|                        | Pavlína Vejvodová     | CZE  | 24:09,34   |
|                        | Eltje Malzbender      | NZL  | + 2:10,70  |
|                        | Shelley Gautier       | CAN  | + 3:21,64  |
| Frauen – WT2 (10,8 km) |                       |      |            |
|                        | Celine van Till       | SUI  | 20:14,23   |
|                        | Angelika Dreock-Käser | GER  | +1:02,34   |
|                        | Emma Lund             | DEN  | +1:09,94   |

| #                      | Fahrer           | Land | Zeit (min) |
| ---------------------- | ---------------- | ---- | ---------- |
| Männer – MT1 (10,8 km) |                  |      |            |
|                        | Nathan Clement   | CAN  | 18:50,35   |
|                        | Chen Jianxin     | CHN  | + 0:07,05  |
|                        | Lu Rongfei       | CHN  | + 0:18,75  |
| Männer – MT2 (10,8 km) |                  |      |            |
|                        | Maximilian Jäger | GER  | 18:05,80   |
|                        | Tim Celen        | BEL  | + 0:06,89  |
|                        | Felix Barrow     | GBR  | + 0:08,90  |

### Straßenrennen Klasse T
| #                      | Fahrerin          | Land | Zeit (h) |
| ---------------------- | ----------------- | ---- | -------- |
| Frauen – WT1 (31,2 km) |                   |      |          |
|                        | Pavlína Vejvodová | CZE  | 1:15:30  |
|                        | Eltje Malzbender  | NZL  | + 6:55   |
|                        | Shelley Gautier   | CAN  | + 12:59  |
| Frauen – WT2 (31,2 km) |                   |      |          |
|                        | Emma Lund         | DEN  | 1:03:41  |
|                        | Celine van Till   | SUI  | gl. Zeit |
|                        | Jana Majunke      | GER  | + 0:30   |

| #                      | Fahrer           | Land | Zeit (h) |
| ---------------------- | ---------------- | ---- | -------- |
| Männer – MT1 (31,2 km) |                  |      |          |
|                        | Lu Rongfei       | CHN  | 0:56:30  |
|                        | Chen Jianxin     | CHN  | + 7:44   |
|                        | Nathan Clement   | CAN  | + 7:58   |
| Männer – MT2 (31,2 km) |                  |      |          |
|                        | Dennis Connors   | USA  | 0:57:19  |
|                        | Tim Celen        | BEL  | gl. Zeit |
|                        | Maximilian Jäger | GER  | + 0:03   |

### Zeitfahren Klasse H
| #                      | Fahrerin           | Land | Zeit (min) |
| ---------------------- | ------------------ | ---- | ---------- |
| Frauen – WH1 (10,8 km) |                    |      |            |
|                        | Luisa Pasini       | ITA  | 41:03,87   |
|                        | Darin Sheepchondan | THA  | + 1:20,85  |
|                        | nicht vergeben     |      |            |
| Frauen – WH2 (10,8 km) |                    |      |            |
|                        | Roberta Amadeo     | ITA  | 23:52,66   |
|                        | Gilmara do Rosário | BRA  | + 10:44,41 |
|                        | Angela Procida     | ITA  | + 11:44,74 |
| Frauen – WH3 (17,0 km) |                    |      |            |
|                        | Lauren Parker      | AUS  | 29:59,44   |
|                        | Annika Zeyen       | GER  | + 1:11,54  |
|                        | Anaïs Vincent      | FRA  | + 1:14,11  |
| Frauen – WH4 (17,0 km) |                    |      |            |
|                        | Jennette Jansen    | NED  | 31:30,41   |
|                        | Lee Do-yeon        | KOR  | + 0:47,09  |
|                        | Giulia Ruffato     | ITA  | + 1:04,44  |
| Frauen – WH5 (17,0 km) |                    |      |            |
|                        | Chantal Haenen     | NED  | 29:52,88   |
|                        | Andrea Eskau       | GER  | + 0:24,55  |
|                        | Ana Maria Vitelaru | ITA  | + 1:22,30  |

| #                      | Fahrer               | Land | Zeit (min) |
| ---------------------- | -------------------- | ---- | ---------- |
| Männer – MH1 (10,8 km) |                      |      |            |
|                        | Pieter du Preez      | RSA  | 24:07,20   |
|                        | Maxime Hordies       | BEL  | + 0:07,27  |
|                        | Fabrizio Cornegliani | ITA  | + 0:47,63  |
| Männer – MH2 (10,8 km) |                      |      |            |
|                        | Sergio Garrote       | ESP  | 17:08,52   |
|                        | Florian Jouanny      | FRA  | + 0:47,04  |
|                        | Luca Mazzone         | ITA  | +1:00,99   |
| Männer – MH3 (17,0 km) |                      |      |            |
|                        | Mark Mekenkamp       | NED  | 26:09,48   |
|                        | Ryan Pinney          | USA  | + 0:56,27  |
|                        | Federico Mestroni    | ITA  | + 0:57,75  |
| Männer – MH4 (17,0 km) |                      |      |            |
|                        | Jetze Plat           | NED  | 24:23,56   |
|                        | Mathieu Bosredon     | FRA  | + 0:08,17  |
|                        | Joseph Fritsch       | FRA  | + 11,18    |
| Männer – MH5 (17,0 km) |                      |      |            |
|                        | Mitch Valize         | NED  | 24:20,81   |
|                        | Tim de Vries         | NED  | + 1:22,07  |
|                        | Loïc Vergnaud        | FRA  | + 1:25,99  |

### Straßenrennen Klasse H
Das Rennen der Klasse MH1 wurde kurzfristig von drei auf zwei Runden verkürzt. Der ursprünglich Drittplatzierte des Rennens, der Südafrikaner Pieter du Preez, wurde nachträglich disqualifiziert, weil sein Gefährt nicht den technischen Bestimmungen entsprochen hatte.
| #                      | Fahrerin           | Land | Zeit (h) |
| ---------------------- | ------------------ | ---- | -------- |
| Frauen – WH1 (31,2 km) |                    |      |          |
|                        | Luisa Pasini       | ITA  | 2:03:19  |
|                        | Darin Sheepchondan | THA  | + 37:01  |
|                        | nicht vergeben     |      |          |
| Frauen – WH2 (31,2 km) |                    |      |          |
|                        | Roberta Amadeo     | ITA  | 1:45:45  |
|                        | Angela Procida     | ITA  | + 14:40  |
|                        | Gilmara do Rosário | BRA  | + 16:39  |
| Frauen – WH3 (46,8 km) |                    |      |          |
|                        | Annika Zeyen       | GER  | 1:27:44  |
|                        | Lauren Parker      | AUS  | + 0:03   |
|                        | Anaïs Vincent      | FRA  | gl. Zeit |
| Frauen – WH4 (46,8 km) |                    |      |          |
|                        | Jennette Jansen    | NED  | 1:31:15  |
|                        | Lee Do-yeon        | KOR  | + 1:26   |
|                        | Suzanna Tangen     | NOR  | + 3:09   |
| Frauen – WH5 (46,8 km) |                    |      |          |
|                        | Oksana Masters     | USA  | 1:32:00  |
|                        | Chantal Haenen     | NED  | gl. Zeit |
|                        | Andrea Eskau       | GER  | gl. Zeit |

| #                      | Fahrer               | Land | Zeit (h) |
| ---------------------- | -------------------- | ---- | -------- |
| Männer – MH1 (31,2 km) |                      |      |          |
|                        | Maxime Hordies       | BEL  | 1:21:17  |
|                        | Fabrizio Cornegliani | ITA  | + 0:20   |
|                        | Barry Wilcox         | USA  | + 2:29   |
| Männer – MH2 (46,8 km) |                      |      |          |
|                        | Florian Jouanny      | FRA  | 1:22:31  |
|                        | Sergio Garrote       | ESP  | + 0:05   |
|                        | Luca Mazzone         | ITA  | + 9:08   |
| Männer – MH3 (62,4 km) |                      |      |          |
|                        | Mirko Testa          | ITA  | 1:45:33  |
|                        | Johan Quaile         | FRA  | gl. Zeit |
|                        | Vico Merklein        | GER  | gl. Zeit |
| Männer – MH4 (62,4 km) |                      |      |          |
|                        | Jonas Van de Steene  | BEL  | 1:33:50  |
|                        | Mathieu Bosredon     | FRA  | gl. Zeit |
|                        | Thomas Frühwirth     | AUT  | + 0:06   |
| Männer – MH5 (62,4 km) |                      |      |          |
|                        | Mitch Valize         | NED  | 1:41:26  |
|                        | Tim de Vries         | NED  | + 2:34   |
|                        | Loïc Vergnaud        | FRA  | + 2:44   |

### Handbiker-Staffel
| Mixed-Staffel (9 x 1,7 km; insgesamt 15,3 km) |                                                 |      |            |
| Platz                                         | Sportler                                        | Land | Zeit (min) |
|                                               | Johan Quaile / Florian Jouanny / Joseph Fritsch | FRA  | 25:35      |
|                                               | Johannes Herter / Annika Zeyen / Vico Merklein  | GER  | 25:50      |
|                                               | Brandon Lyons / Alicia Dana / Travis Gaertner   | USA  | 29:06      |

## Medaillenspiegel
| Platz  | Land                | Gold | Silber | Bronze | Gesamt |
| ------ | ------------------- | ---- | ------ | ------ | ------ |
| 1      | Niederlande         | 10   | 5      | 0      | 15     |
| 2      | Frankreich          | 6    | 7      | 10     | 23     |
| 3      | Großbritannien      | 6    | 2      | 6      | 14     |
| 4      | Italien             | 5    | 2      | 8      | 15     |
| 5      | Deutschland         | 4    | 5      | 6      | 15     |
| 6      | Vereinigte Staaten  | 4    | 1      | 3      | 8      |
| 7      | Volksrepublik China | 3    | 5      | 2      | 10     |
| 8      | Belgien             | 2    | 3      | 2      | 7      |
| 9      | Schweiz             | 2    | 2      | 0      | 4      |
| 9      | Spanien             | 2    | 2      | 0      | 4      |
| 11     | Irland              | 2    | 1      | 0      | 3      |
| 12     | Tschechien          | 2    | 0      | 0      | 2      |
| 13     | Australien          | 1    | 6      | 2      | 9      |
| 14     | Kanada              | 1    | 0      | 5      | 6      |
| 15     | Dänemark            | 1    | 0      | 1      | 2      |
| 16     | Schweden            | 1    | 0      | 0      | 1      |
| 16     | Südafrika           | 1    | 0      | 0      | 1      |
| 18     | Brasilien           | 0    | 2      | 1      | 3      |
| 19     | Neuseeland          | 0    | 2      | 0      | 2      |
| 19     | Südkorea            | 0    | 2      | 0      | 2      |
| 19     | Thailand            | 0    | 2      | 0      | 2      |
| 22     | Japan               | 0    | 1      | 1      | 2      |
| 22     | Kolumbien           | 0    | 1      | 1      | 2      |
| 24     | Polen               | 0    | 1      | 0      | 1      |
| 24     | Ukraine             | 0    | 1      | 0      | 1      |
| 26     | Norwegen            | 0    | 0      | 1      | 1      |
| 26     | Österreich          | 0    | 0      | 1      | 1      |
| 26     | Slowakei            | 0    | 0      | 1      | 1      |
| Gesamt | Gesamt              | 53   | 53     | 51     | 157    |